# GenDesign
GenDesign, stylisé genDESIGN, est un studio de développement de jeux vidéo japonais indépendant situé à Kōtō, Tokyo. Le studio a été formé à l'été 2014 par Fumito Ueda et se compose de personnes qui ont travaillé sur les jeux de la Team Ico (Ico et Shadow of the Colossus).
En collaboration avec SIE Japan Studio, ils ont repris le développement du jeu de Team ICO et Sony Interactive Entertainment The Last Guardian, avec Ueda en tant que directeur créatif et directeur. La mission annoncée du studio est de « défier les limites de la créativité et les possibilités de ce qu'un jeu peut être, à la fois avec The Last Guardian et au-delà ».

## Développement deThe Last Guardian
La mission principale du studio GenDesign sur The Last Guardian concernait principalement l'esthétique du jeu mais plus généralement le level design, l'animation, le character design, le concept art, la narration, le storyboard et la R&D.
SIE Japan Studio s'est occupé du côté technique permettant l'émergence de cette esthétique.

## Projets futurs
Fumito Ueda a annoncé vouloir prendre du recul après The Last Guardian pour savoir quel nouveau concept explorer.
En mars 2020, via un communiqué de presse, Epic Games annonce avoir conclu un partenariat d’édition et de financement pour le prochain jeu de GenDesign.
En décembre 2024, des premières images sont montrées durant les Game Awards 2024 sans que le titre ou de date de sortie soient communiquées.